# Джон Мейс Грансфелд

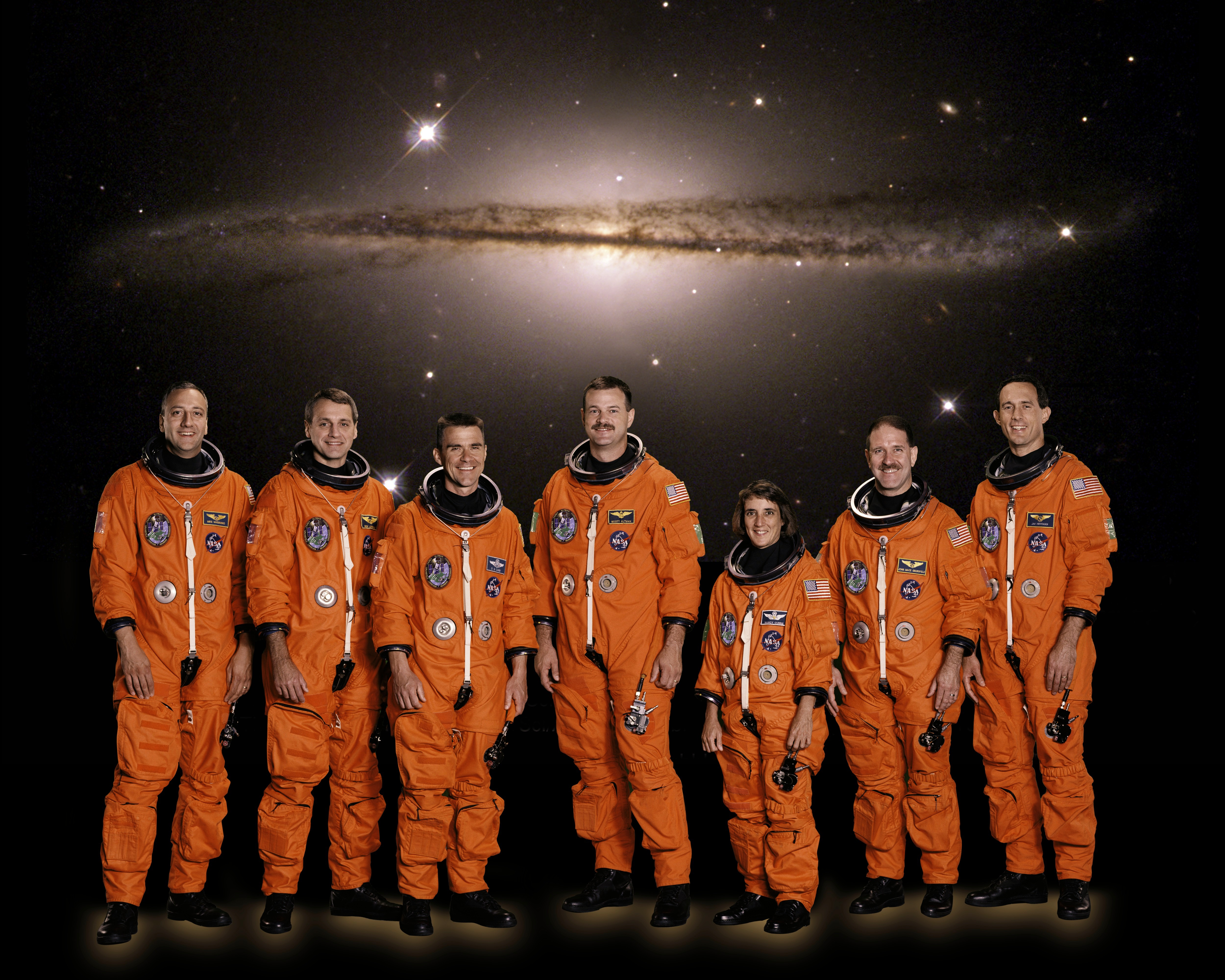
Екіпаж STS-109:(Зліва-направо): Массиміно, Ліннехан, Д. Кері, Олтман, Н. Керрі, Грансфелд і Ньюман

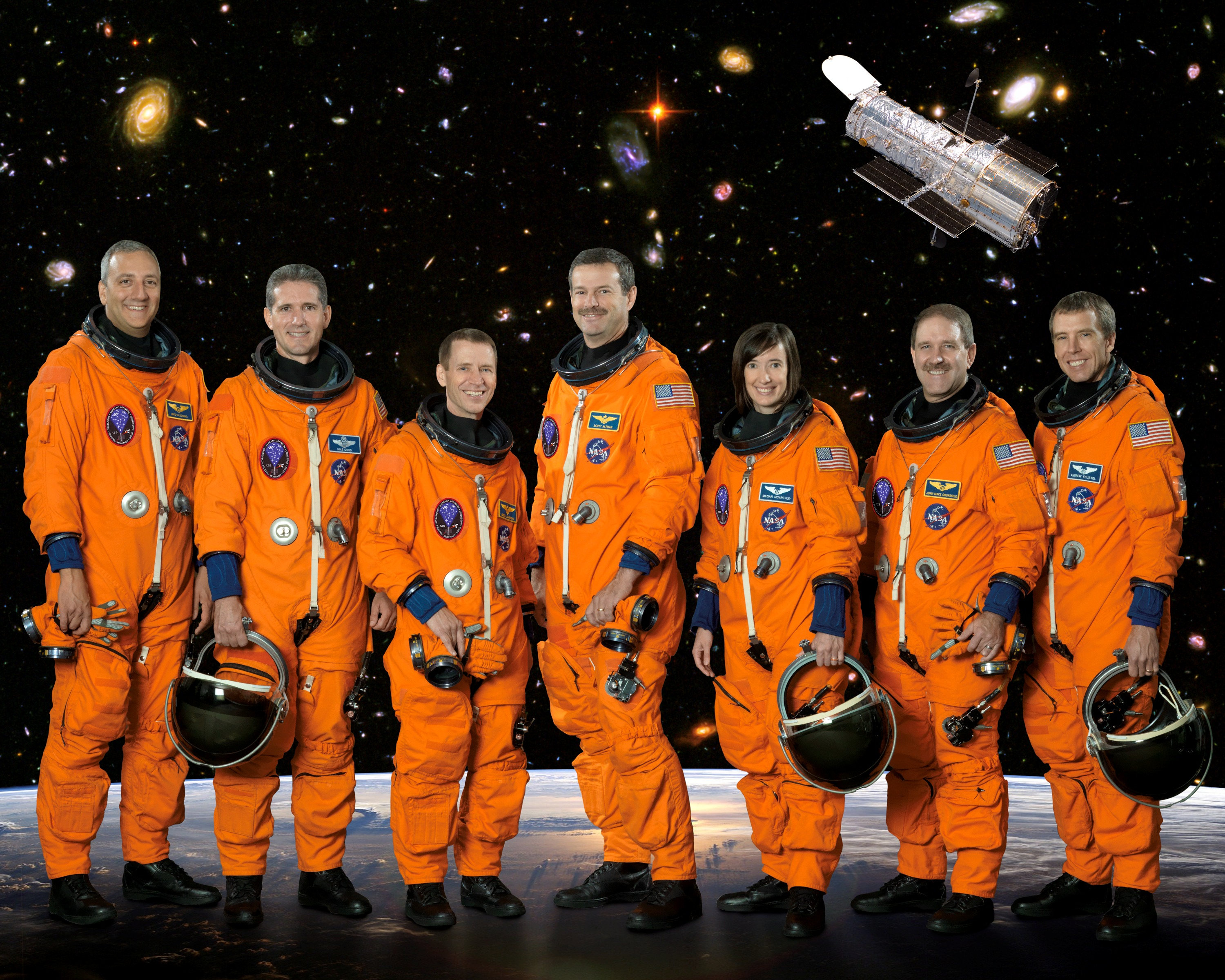
Екіпаж STS-125:Зліва направо: Массиміно, Гуд, Джонсон, Олтман, Макартур, Грансфелд, Ф'юстел

Джон Грансфелд (англ. John Mace Grunsfeld; 10 жовтня 1958, Чикаго) — американський фізик і астронавт НАСА. Брав участь у п'яти космічних польотах — STS-67 «Індевор» (березень 2-18, 1995 р.), STS-81 «Атлантіс» (січень 12-22, 1997 р.), STS-103 «Діскавері» (грудень 19-27, 1999 р.), STS-109 «Колумбія» (березень 1-12, 2002 р.), STS-125 «Атлантіс» (11-24 травня 2009 p.). Його академічна освіта включає в себе дослідження у астрофізиці високих енергій, фізиці космічних променів і нової області — екзопланет дослідження з особливим зацікавленням щодо використання в майбутньому астрономічного приладобудування. Після відходу з НАСА в 2009 році, він служив заступником директора Наукового інституту космічного телескопа в Балтіморі, штат Меріленд. У січні 2012 року він повернувся в НАСА і нині заступник Адміністратора наукових місій НАСА (SMD).

## Біографія
Джон Грансфелд народився в Чикаго, у сім'ї архітектора Ернеста Елтона Грансфелда III. Його дід, Ернест Грансфелд молодший, був архітектором планетарію Адлера. Закінчивши в 1976 році середню школу у місті Хайленд-Парк, Джон вступив до Массачусетського технологічного інституту, де в 1980 р. отримав ступінь бакалавра з фізики, після чого рік пропрацював у Інституті Космосу і Астронавтики при Токійському університеті. Джон продовжив своє навчання в Чиказькому університеті, де він отримав ступінь магістра та доктора наук з фізики, потім працював науковим співробітником до 1989 року. З 1989 по 1992 р. він займався дослідженнями в області рентгенівської та гамма-астрономії, а також космічного випромінювання високих енергій в Каліфорнійському технологічному інституті.

## Космічні польоти
- STS-67 «Індевор» (березень 2-18, 1995 р.) запущений з Космічного центру Кеннеді, штат Флорида, і повернувся на землю в базі ВПС Едвардс, штат Каліфорнія. Це був другий політ обсерваторії «Астро», унікальний доповненням трьох ультрафіолетових телескопів. За цю рекордну 16-денну місію екіпаж провадив спостереження цілодобово, щоб вивчити далекі ультрафіолетові спектри слабких астрономічних об'єктів і поляризацію ультрафіолетового світла, що йде від гарячих зірок і далеких галактик. Тривалість польоту склала 399 годин і 9 хвилин.
- STS-81 «Атлантіс» (січень 12-22, 1997 р.) був 10-денна місія, п'яте зістикування з орбітальною станцією Росії, а другий для обміну американських астронавтів. Місія також здійснюється подвійним модулем «Спейсгаб» забезпечуючи додатковий простір шафки для середніх експериментів. У п'яти днях зістикованих операцій більш ніж три тонни продовольства, води, експериментального обладнання та зразків були переміщені туди і назад між двох космічних апаратів. Грюнсфельд служив як бортінженер на цей рейс. Після 160 орбіт Землі STS-81 місія дійшла закінчення з посадкою на злітно-посадковій смузі Космічного центру Кеннеді в 33, звершивши 3,9 млн мильну подорож. Тривалість польоту склала 244 годин, 56 хвилин. Під час цього польоту, Грюнсфельд здійснив телефонування NPR в авторемонтне радіо-шоу щодо автомобіля. В цьому дзвінку він поскаржився уряду Rockwell щодо виставлення «фургона». А саме -«фургона» двигун буде працювати дуже голосно і грубо близько двох хвилин, тихих ще шість з половиною, і тоді двигун зупиняється. Це створило деяке заціпеніння у господарів, поки вони не зрозуміли, що він в питанні говорив про шаттл.
- STS-103 «Діскавері» (грудень 19-27, 1999) була восьмидення місія, під час якої екіпаж успішно встановив нові гіроскопи і наукові прилади й модернізовані системи на космічному телескопі Хаббла (HST). Підвищення HST наукового потенціалу потрібно буля для трьох виходів у відкритий космос (EVA). Грюнсфельд виконує два виходи у відкритий космос — в цілому 16 годин і 23 хвилин. Місія STS-103 була проведена в 120 навколоземних орбітах, подорожуючи 3,2 млн миль в 191 годин і 11 хвилин.
- STS-109 «Колумбія» (березень 1-12, 2002 р.) був четвертою місією з обслуговування Космічного телескопа Хаббла (HST). Екіпаж STS-109 успішно модернізував космічний телескоп Хаббла установкою нової цифрової камери, системи охолодження для інфрачервоної камери, нових сонячних батарей і нової системи живлення. HST обслуговування та модернізація були виконані чотирма членами екіпажу під час п'яти виходів у п'ять днів поспіль. Грюнсфельд був керівником робіт, здійснював коригування ручної діяльності по встановленню корисного навантаження Хаббла. Він також здійснива три виходи у відкритий космос — в цілому 21 годин і 9 хвилин, включаючи установку нового блоку управління потужності.
- STS-125 «Атлантіс» (11-24 травня 2009 p.) був п'ятим і останнім рейсом обслуговування місії космічного телескопа Хаббла. Атлантіс стартував з космічного центру Кеннеді, стартового майданчика 39А 11 травня 2009, і приземлився 24 травня 2009 у Каліфорнії на базі ВПС Едвардс. В ході місії Грюнсфельд виконав три виходи  у відкритий космос, під час яких встановив два нових інструменти для космічного телескопа Хаббла: спектрограф космічних явищ, і ширококутову камеру поля. Астронавти також встановили на телескопі вдосконалений датчик точного наведення (fine guidance sensor), встановили шість нових гіроскопів, а також два блоки батарей модулів, щоб телескоп продовжував функціонувати, принаймні до 2014.

Грюнсфельд провів понад 58 днів в космосі, здійснив вісім виходів у відкритий космос загальною тривалістю 58 години і 30 хвилин.
Залишив загін астронавтів у січні 2010 року, після чого працював заступником директора Наукового інституту космічного телескопа в Балтіморі, а з січня 2012 року призначений помічником керівника управління планування польотів в штаб-квартирі НАСА у Вашингтоні.

## Джерело
- Офіційна біографія НАСА [Архівовано 23 листопада 2013 у Wayback Machine.](англ.)